# Marcelo Sosa
Marcelo Sosa, vollständiger Name Marcelo Fabián Sosa Farias, (* 2. Juni 1978 in Montevideo) ist ein ehemaliger uruguayischer Fußballspieler.

## Karriere

### Verein
Der 1,80 Meter große Mittelfeldakteur Sosa stand zu Beginn seiner Karriere von 1996 bis 2003 in Reihen des uruguayischen Erstligisten Danubio FC. Es folgte eine Station im Jahr 2004 bei Spartak Moskau. Anschließend wechselte er zu Atlético Madrid. Dort debütierte er am 12. September 2004 beim 2:0-Auswärtssieg gegen Albacete in der Primera División. Sein letztes von insgesamt 28 Ligaspielen (kein Tor) für die Madrilenen absolvierte er am 15. Mai 2005 gegen Betis Sevilla. Auch kam er in vier Partien der Copa del Rey zum Zug. In der Spielzeit 2005/06 stand er für den spanischen Erstligisten CA Osasuna von seinem ersten Spiel am 28. August 2005 bis zu seinem letzten Einsatz am 7. Mai 2006 elfmal in der Liga, zweimal im UEFA Cup und zweimal in der Copa del Rey auf dem Platz. An Osasuna war er seitens Atlético ausgeliehen worden. Ab August 2006 folgte sodann eine weitere Station auf Leihbasis in Argentinien beim seinerzeit von Daniel Passarella trainierten River Plate. 2007 war Nacional Montevideo sein Arbeitgeber. Anfang Januar 2008 unterschrieb er beim mexikanischen Klub Estudiantes Tecos. In der Saison 2008/09 stehen dort 25 Erstligaspiele zu Buche. Seit Januar 2010 spielte er für den Club Atlético Peñarol. In der Clausura 2010 trug er mit acht Erstligaeinsätzen (kein Tor) zum Gewinn des uruguayischen Meistertitels bei. In der Saison 2010/11 lief er in 13 Partien (zwei Tore) der Primera División und vier Begegnungen (ein Tor) der Copa Sudamericana auf. Anfang Februar 2011 verließ er die „Aurinegros“ und schloss sich dem Ligakonkurrenten Racing an. Beim ebenfalls in Montevideo beheimateten Klub bestritt er in der Spielzeit 2010/11 neun (kein Tor) und in der Folgesaison 19 Spiele (ein Tor) in der höchsten uruguayischen Spielklasse. Mitte September 2012 wechselte er zum Danubio FC. In der Saison 2012/13 wurde er dort in 18 Erstligaspielen (kein Tor) eingesetzt.

### Nationalmannschaft
Sosa war Mitglied der A-Nationalmannschaft Uruguays. Sein Debüt feierte er unter Nationaltrainer Gustavo Ferrín am 4. Februar 2003 beim 4:2-Sieg (1:1) nach Elfmeterschießen im Carlsberg Cup gegen den Iran als Mitglied der Startelf. In der Folgezeit spielte er auch unter den Nationaltrainer Juan Ramón Carrasco und Jorge Fossati regelmäßig in der Nationalelf. Unter der Ägide des letzteren nahm er an der Copa América 2004 teil. Sein letzter Einsatz datiert vom 16. November 2005 bei der 0:1-Niederlage im WM-Qualifikations-Play-off-Spiel gegen Australien. Verantwortlicher Nationaltrainer war zu dieser Zeit ebenfalls Fossati. Insgesamt absolvierte er 27 Länderspiele und erzielte zwei Tore.

### Erfolge
- Uruguayischer Meister: 2009/10